# Phạm Văn Lập (Thiếu tướng)
Phạm Văn Lập (sinh năm 1956) là một sĩ quan cấp cao trong Quân đội nhân dân Việt Nam, hàm Thiếu tướng, Chính ủy Bộ Tư lệnh Bảo vệ Lăng Chủ tịch Hồ Chí Minh

## Thân thế và sự nghiệp
- Ông sinh ngày 8 tháng 6 năm 1956 tại Thị trấn Ninh Giang, tỉnh Hải Dương quê quán tại Hà Nam
- Trước năm 2013, ông là Phó Trưởng ban Ban Quản lý Lăng Chủ tịch Hồ Chí Minh
- Tháng 11 năm 2013, được bổ nhiệm làm Chính ủy Bộ Tư lệnh Bảo vệ Lăng Chủ tịch Hồ Chí Minh, Bí thư Đảng ủy[2]
- Thiếu tướng (2013).